# Тэкл
Тэкл (англ. Tackle) (T) — позиция игрока в американском футболе. До тех пор, пока в американском футболе не сложилась система узкой специализации игроков защиты и нападения, одни и те же футболисты выступали как в роли оффенсив тэклов (когда команда играла в нападении), так и в роли дефенсив тэклов (когда команда играла в защите).

## Оффенсив тэклы

Пример расстановки игроков в нападении. Оффенсив тэклы (OT) выделены цветом.

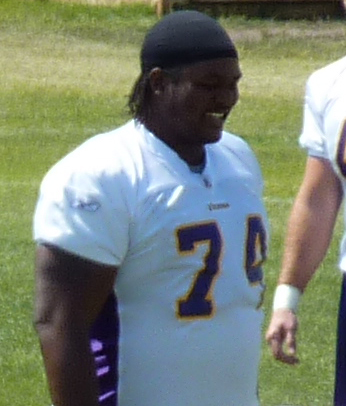
Оффенсив тэкл «Балтимор Рэйвенс» Брайан МакКинни

Оффенсив тэкл (OT, T) — позиция игрока линии нападения: тэклы стоят по бокам от гардов (райт тэкл — справа от райт гарда, лефт тэкл — слева от лефт гарда); основная задача тэклов — блокировать игроков соперника, удерживая защитников на безопасном расстоянии от игрока, владеющего или могущего завладеть мячом.
Оффенсив тэкл — одна из наиболее важных позиций в команде нападения. Именно тэклы защищают игроков, находящихся за линией мяча, от нападения сбоку. Если тайт-энд отправляется вперед, рассчитывая получить пас, то тэкл отвечает за блок тех игроков, которых не может взять на себя гард — а также тех, кого в ином случае блокировал бы тайт-энд. Оффенсив тэклам необходима значительная сила и выдающийся атлетизм: в НФЛ рост игроков этой позиции зачастую больше 193 см, а вес превышает 140 кг.
Как заявляет журналист Sports Illustrated Пол Циммерман, именно оффенсив тэклы набирают самое большое количество баллов (по сравнению с игроками других позиций) в стандартном тесте Wonderlic, их средняя оценка — 26. Тест Wonderlic проводится перед процедурой драфта, в нём оценивается способность игроков к обучению и поиску выходов из сложных ситуаций; оценка в 26 баллов соответствует IQ 112.

### Райт тэкл
На позиции райт тэкла (RT) обычно выступает лучший специалист команды по освобождению пути для игрока, бегущего с мячом. Большинство выносных комбинаций идут через т. н. «сильную сторону» — ту сторону линии нападения, на которой находится тайт-энд (чаще всего это правая сторона) — поэтому райт тэклу приходится играть против игроков команды соперника, специализирующихся на остановке выноса; чем лучше поставит блок райт тэкл, тем легче будет раннинбеку пройти через линию защиты.

### Лефт тэкл
Из пары тэклов лефт тэкл (LT) — самый быстрый и ловкий: он должен не только пресекать попытки пас-раша со стороны дефенсив эндов, но и защищать квотербека с той стороны, с которой пасующий квотербек наиболее уязвим. Большая часть квотербеков — правши, и во время паса они разворачиваются вправо: правое плечо отведено назад, а левое — вперед, по направлению к линии схватки. Таким образом они поворачиваются спиной к защитникам, которые прорываются с левой стороны; создается опасная «слепая зона», с которой их и должен защищать лефт тэкл.
В книге Майкла Льюиса «Слепая зона: развитие игры» рассказывается о том, как эволюционировала роль лефт тэклов в клубе и как повышалась их значимость для успешной игры команды. Так, например, в середине 90-х зарплаты игроков этой позиции подскочили до небес, а сейчас они, чаще всего, являются самыми высокооплачиваемыми игроками после квотербеков. Во всех драфтах НФЛ последнего времени хотя бы один лефт тэкл выбирается в первой пятерке драфтов; в 2013 же году из четырёх первых пиков трое игроков были лефт тэклами: Эрик Фишер (1 общий номер), Люк Джокель (2 общий номер), Лэйн Джонсон (4 общий номер). В 2012 году под общим четвёртым номером был выбран лефт тэкл Мэтт Калил, в 2010 — Трент Уильямс; Джек Лонг стал первым задрафтованным в 2008, а Джо Томас — третьим в 2007.

## Дефенсив тэклы

Пример расстановки игроков в защите. Дефенсив тэклы (DT) выделены цветом вместе с дефенсив эндами (DE).

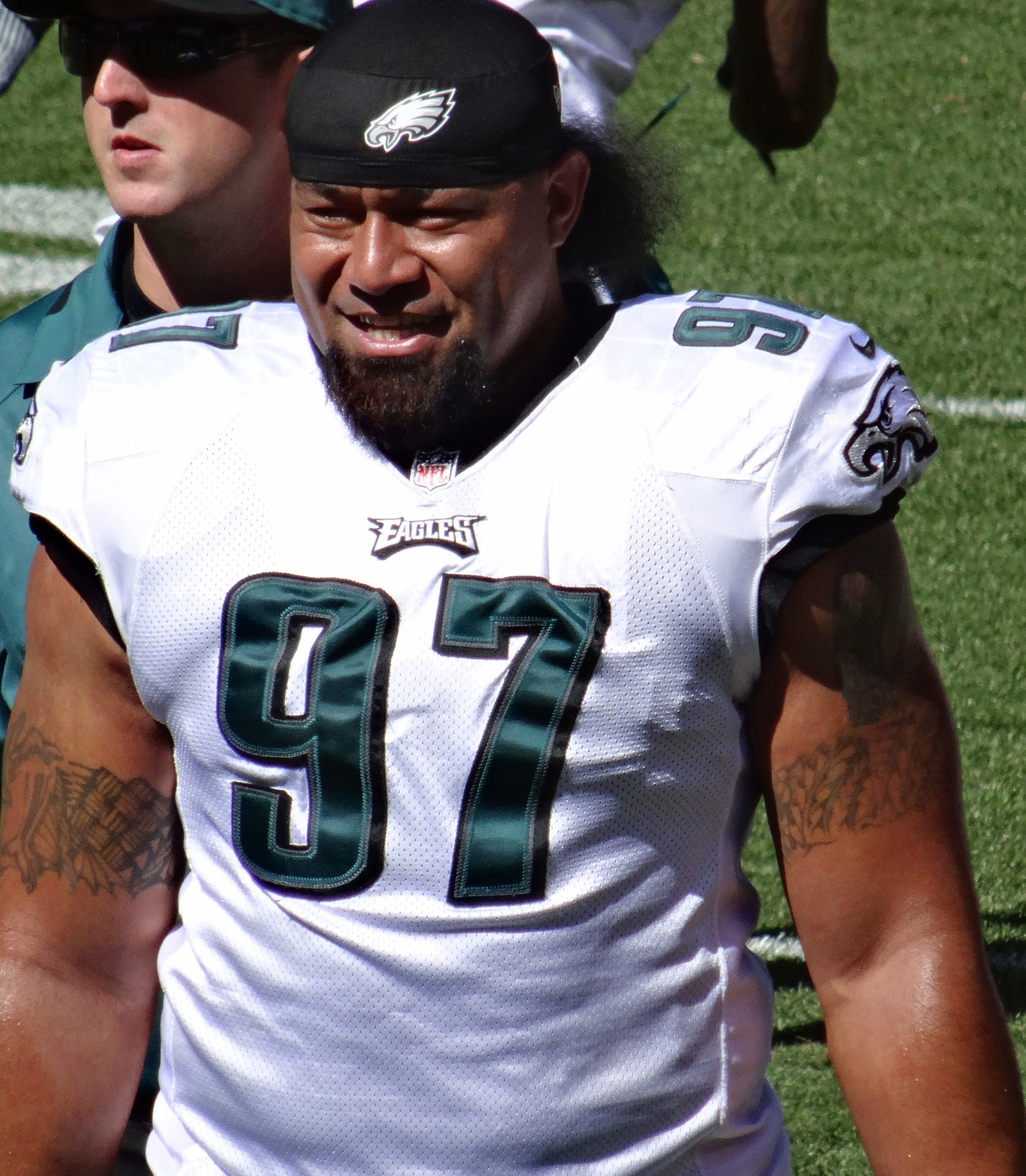
Ноуз тэкл «Филадельфия Иглз» Исаак Сопоага

Дефенсив тэклы (DT) — обычно самые сильные и самые крупные из игроков защиты. Дефенсив тэклы играют против оффенсив гардов, и, в зависимости от комбинации, реализуемой защитой, они выполняют одну из множества функций: блокируют продвижение игроков нападения, прорываются за линию схватки, пытаются свалить квотербека или сбить брошенный им пас. Кроме того, они могут атаковать игроков, поймавших короткий пас от квотербека и готовящихся бежать с мячом, а также создавать бреши в линии нападения для лайнбекеров защиты, играющих блиц. В традиционной схеме защиты «4-3» (четыре лайнмена, три лайнбекера) отсутствует ноуз тэкл, зато есть пара тэклов — левый и правый. Иногда в таком случае тренеры специально выделяют игрока, выполняющего задачи ноуз тэкла, но большинство команд обходятся без этого.

### Ноуз тэкл
Ноуз тэкл (или ноуз гард или миддл гард) — игрок команды защиты, центральный лайнмен при построении «3-4». Ноуз тэкл занимает позицию прямо напротив центра нападения и вынужден один играть против центра и одного — если не двух — гардов — это позиция требует недюжинной силы и отличной физической подготовки. Согласно Пэту Кирвану, в схеме защиты 3-4 должен играть «массивный футболист, который сможет в одиночку закупорить весь центр», в то время, как в схеме 4-3 «ноуз тэкл должен обладать отличной скоростью и уметь быстро проникать за линию схватки».
Обычно ноуз тэкл — самый тяжелый парень в команде (от 147 до 170 кг).
Определение «ноуз гард» или «миддл гард» относилось к центральному игроку в устаревшей схеме защиты «5-2» — эффективной против большинства тактик нападения, но уязвимой для коротких пасов за линию схватки. Ноуз гард должен был оказывать давление сразу на нескольких игроков нападения таким образом, чтобы другие лайнмены и лайнбекеры защиты могли эффективно атаковать игрока, несущего мяч.